# 申 (春秋)
申（しん）は、周朝の諸侯国。爵位は伯爵あるいは侯爵。国君は姜姓。申国は謝の故地に建国されたため、謝とも言う。西周を滅ぼした申侯の乱を主導した。春秋時代初期に楚の文王により呑併され、その地に楚の県が置かれた。ただし、楚の共王～郟敖の治政に、楚の小国に対する懐柔策として、申県とは別に申国が復国された。

## 歴史

### 受封
周の宣王の命により、召の穆公が古謝を滅ぼした。楚や南方の諸侯の監視のために宣王の母の兄弟の申伯を古謝の跡地に封じた。これが申（または謝）の創始であった。

### 申侯の乱
周の幽王時代、申侯の娘の申后が王后であった。しかし、幽王は褒姒を寵愛した。遂には申后と太子の宜臼を廃し、褒姒を王后、その子の伯服を太子とした。このことに申侯は震怒した。紀元前771年、申侯は繒と犬戎で反乱を起こした。幽王は驪山で殺された。申侯は魯の孝公や許の文公らと共に申国内で太子の宜臼を即位させた（平王）。

## 領域
申国は陳と鄭の南にある。『漢書』「地理志」によると申の都城は南陽郡宛県（現在の河南省南陽市宛城区）一帯の冥厄関（現在の湖北省随州市広水市と河南省信陽市溮河区の境界）の北、淮水（淮河）の南とある。
そのほか、学説には、西周～戦国期に南陽とは別に信陽にも存在したとする説、もとは南陽にあったが楚に滅ぼされた後に信陽に遷ったという説もある。しかし、信陽に申があったとする文献資料は唐代にまで現れないと指摘されている。

## 歴代君主
| 君主                  | 在位                 |
| --------------------- | -------------------- |
| 申侯 （西申国の君主） | 周の孝王の時代       |
| 申伯                  | 周の宣王の時代       |
| 申侯                  | 周の幽王・平王の時代 |
| 申公彭宇              | 春秋時代早期         |
| 申伯諺多              | 春秋時代晩期         |